# Sarah Hirini
Sarah Goss-Hirini (Feilding, 9 december 1992) is een Nieuw-Zeelands rugbyspeler.

## Carrière
Hirini won de olympische zilveren medaille in 2016.
In 2018 werd zij samen met haar ploeggenoten in San Francisco wereldkampioen Rugby Seven.
Hirini won met de ploeg van Nieuw-Zeeland tijdens de Olympische Zomerspelen van Tokio de olympische gouden medaille. Hirini droeg samen met David Nyika tijdens de openingsceremonie de Nieuw-Zeelandse vlag.

## Erelijst

### Rugby Seven
- Olympische Zomerspelen:  2016
- Gemenebestspelen  2018
- Wereldkampioenschap  2018
- Olympische Zomerspelen:  2021

### Rugby Union
- Wereldkampioenschap  2017